# Dieter Bochmann
Dieter Bochmann (* 4. Juni 1938 in Chemnitz; † 30. Juni 2025) war ein deutscher Professor für Automatentheorie und Entwurfsautomatisierung sowie Autor. 
Er lehrte an der Technischen Universität Chemnitz von 1968 bis 1992. Von 1981 bis 1984 sowie von 1989 bis 1991 war er Dekan der Fakultät Elektro-Ingenieurwesen (EIW) und von 1991 bis 1992 Dekan der Fakultät Elektrotechnik und Informatik.
Mit Christian Posthoff systematisierte er den Booleschen Differentialkalkül.

## Veröffentlichungen
- Einführung in die strukturelle Automatentheorie. VEB Verlag Technik, Berlin / Hanser Fachbuchverlag, München. 1. Auflage. 1975 (Redaktionsschluß: September 1973). ISBN 3-446-11981-7. Lizenznummer: 201.370/55/75. Bestellnummer: 5521328. (234 Seiten + 1 Beiblatt)
- mit Eberhard Böhl: Dynamische Prozesse in Automaten. VEB Verlag Technik, Berlin, 1977. (219 Seiten)
- mit Christian Posthoff: Binäre dynamische Systeme. Akademie-Verlag, Berlin / R. Oldenbourg Verlag, München. 1. Auflage. 1981. ISBN 3-486-25071-X. Lizenznummer: 202.100/408/81. Bestellnummer: 7623619 (6391) LSV 1085. (397 Seiten)
- Automatengraphen. Akademie-Verlag, Berlin, 1982. (150 Seiten)
- mit Christian Posthoff und Arkadij D. Zakrevskij (Аркадий Дмитриевич Закревский): Boolesche Gleichungen – Theorie, Anwendungen, Algorithmen. VEB Verlag Technik, Berlin. 1984. / Springer-Verlag, Wien, New York. 1. Auflage. 1985. ISBN 3-211-95815-0. Lizenznummer: 201.370/70/84. (238 Seiten)
- mit Christian Posthoff und Karlheinz Haubold: Diskrete Mathematik. (Mathematisch-Naturwissenschaftliche Bibliothek, Band 70) Teubner Verlagsgesellschaft, Leipzig. 1986. (248 Seiten)
- mit Raimund Ubar: Fehler in Automaten. VEB Verlag Technik, Berlin. 1. Auflage. 1989. ISBN 3-341-00683-4. Lizenznummer: 201.3/5959-1(92). Bestellnummer: 5540756. (216 Seiten)
- mit Bernd Steinbach: Logikentwurf mit XBOOLE. Verlag Technik, Berlin. 1. Auflage. 1991. ISBN 3-341-01006-8. (303 Seiten + 5.25"-Diskette)
- Binäre Systeme: Ein BOOLEAN Buch. LiLoLe-Verlag GmbH (Life-Long-Learning) / BoD GmbH, Hagen. 1. Auflage. Februar 2006. ISBN 3-934447-10-4. (452 Seiten)
- Binary Systems: A BOOLEAN Book. TUDpress Verlag der Wissenschaften, Dresden. 1. Auflage. 1. September 2008, ISBN 978-3-940046-87-1. (421 Seiten)